# Service paramédic d'Ottawa
Le Service paramédic d'Ottawa est une agence municipale, responsable de fournir les services médicaux d'urgence aux résidents de la ville d'Ottawa. Il est la seule organisation autorisée à fournir de tels services dans les bordures de la ville. Le service fait toujours partie du département d'Urgences et Services protectives de la ville, mais il fonctionne comme une agence indépendante de la ville. L'agence fonctionne sur les auspices des régulations mises en place par le Gouvernement de l'Ontario. Il fournit également des services médicaux d'urgences aux évènements spéciaux. 
Le service est composé de:
- 23 chefs d'équipe paramédicale
- 390 ambulanciers paramédicaux des soins primaires et avancés

## Flotte
- Ambulances paramédicaux de Type III (Demers Ambulances Mystère MX160A sur un châssis de séries E de Ford)
- Unité de soutien d'urgence
- Véhicule de transfert des patients de Type III
- Véhicules bariatriques des patients modifiée de Type III
- Véhicules de réponse rapide aux urgences (Ford Expedition et Chevrolet Impala)
- Véhicule de réponse rapide des ambulanciers paramédicaux (Chevrolet Impala)
- Bicyclettes
- Camion et remorque
- Unité paramédic tout-terrain
- Véhicules de réponse rapide des chefs d'équipe des ambulanciers paramédicaux (Ford Expedition)
- Unité de réhabilitation et de traitement (NovaBus LFS)

## Opérations
- Divisions des opérations de première ligne
- Divisions des services techniques (inclut les services logistiques, Opérations spéciales, (Unité paramédicale à vélo, Unité tactique paramédicale, HUSAR (Opérations de recherche et sauvetage urbaine), Unité de soutien PSU[Quoi ?] et l'Unité marine paramédicale)
- Division des communications (réponse aux appels d'urgence)